# Arthur B. Rouse

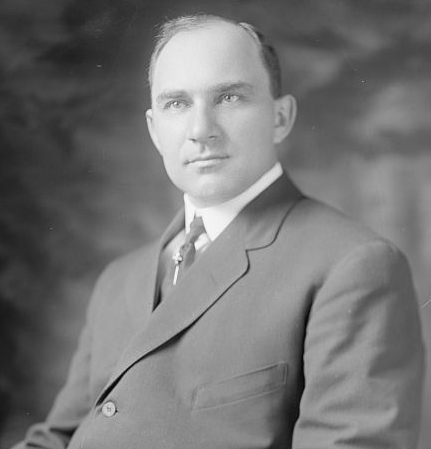
Arthur B. Rouse

Arthur Blythe Rouse (* 20. Juni 1874 in Burlington, Kentucky; † 25. Januar 1956 in Lexington, Kentucky) war ein US-amerikanischer Politiker. Zwischen 1911 und 1927 vertrat er den Bundesstaat Kentucky im US-Repräsentantenhaus.

## Werdegang
Arthur Rouse besuchte die öffentlichen Schulen seiner Heimat und danach bis 1896 das Hanover College in Indiana. Nach einem anschließenden Jurastudium an der Louisville Law School und seiner im Jahr 1900 erfolgten Zulassung als Rechtsanwalt begann er in Burlington in diesem Beruf zu arbeiten. Im Jahr 1907 wurde Rouse Sekretär der staatlichen Rennkommission von Kentucky. Dieses Amt bekleidete er bis 1911. Danach arbeitete er für die Steuerbehörde seines Staates. Außerdem war er für die Kongressabgeordneten Daniel Linn Gooch und Joseph L. Rhinock tätig.
Rouse war Mitglied der Demokratischen Partei. Zwischen 1903 und 1910 war er im Staatsvorstand dieser Partei. Bei den Kongresswahlen des Jahres 1910 wurde er im sechsten Wahlbezirk von Kentucky in das US-Repräsentantenhaus in Washington, D.C. gewählt, wo er am 4. März 1911 die Nachfolge von Joseph Rhinock antrat. Nach sieben Wiederwahlen konnte er bis zum 3. März 1927 acht zusammenhängende Legislaturperioden im Kongress absolvieren. In diese Zeit fiel der Erste Weltkrieg. Außerdem wurden der 16., der 17., der 18. und der 19. Verfassungszusatz ratifiziert. Von 1921 bis 1924 leitete Rouse das Democratic National Congressional Committee.
1926 verzichtete er auf eine erneute Kandidatur. In den folgenden Jahren praktizierte er wieder als Anwalt; außerdem betrieb er einige Busgesellschaften. Seit 1935 war er beim Bundesgericht für den östlichen Bezirk von Kentucky angestellt. Dort arbeitete er bis zu seiner krankheitsbedingten Kündigung im Januar 1953. Arthur Rouse starb am 25. Januar 1956 in Lexington und wurde dort auch beigesetzt.